# Lynn Barber
Lynn Barber ( Bagshot, 22 de mayo de 1944 )  es una periodista británica conocida por su novela An Education.

## Biografía
Barber asistió a la escuela Lady Eleanor Holles en el suroeste de Londres.  Barber estudió Lengua y Literatura Inglesa en el St Anne's College de Oxford. En 2009 publicó un libro autobiográfico, An Education, que fue llevado a la pantalla. 

## Trayectoria
Barber trabajó para Penthouse durante siete años hasta 1974. De 1982 a 1989 fue redactora de artículos en la revista Sunday Express, y luego se unió a The Independent on Sunday antes de su lanzamiento en 1990.  Barber también ha escrito para Vanity Fair, The Sunday Times, The Daily Telegraph y, de 1996 a 2009, The Observer . 
Es también conocida por sus libros de entrevistas. Uno de ellos, sobre los artistas conceptuales Jake y Dinos Chapman no tuvo éxito.  Barber también es recordada por su artículo de 2001 sobre un encuentro caótico con la cantante Marianne Faithfull . 
Barber ha ganado seis premios de la prensa británica.  Sus libros incluyen dos colecciones de entrevistas, Mostly Men y Demon Barber, un libro sobre sexo, How to Improve Your Man in Bed, y una encuesta sobre escritores populares de historia natural de la época victoriana, The Heyday of Natural History .
En 2006, Barber fue uno de los jueces del Premio Turner y escribió un artículo en The Observer criticando algunos aspectos del proceso de evaluación. 
Las memorias de Barber sobre su romance adolescente, An Education, se publicaron en junio de 2009.  Su génesis está en un artículo corto sobre un tema similar que Barber escribió para la revista británica Granta .  Nick Hornby adaptó este breve artículo como una película con el mismo título, realizada por BBC Films y estrenada en octubre de 2009. En 2009, Barber regresó a The Sunday Times para escribir para su revista.
Las memorias de Barber, A Curious Career, se publicaron en mayo de 2014.

## Vida personal
De juventud promiscua, en 1971 se casó con su compañero de estudios David Cardiff. La pareja tuvo dos hijas. Cardiff murió en 2003.